# Igreja Matriz de São Pedro (São Pedro da Aldeia)
A Igreja Matriz de São Pedro, em São Pedro da Aldeia, apesar de conhecida como Igreja dos Jesuítas, foi na verdade construída pelos indígenas que habitavam o aldeamento. Para sua construção foram utilizados materiais como pedra e óleos animais, teve sua construção iniciada em 1620 e concluída em 1783. Possui uma ala, constituída pela área da igreja propriamente dita e residência dos sacerdotes. 
É um patrimônio histórico, juntamente com o antigo convento (atual salão paroquial) e o cemitério da paróquia, tombado pelo Instituto do Patrimônio Histórico e Artístico Nacional (IPHAN), na data de 12 de agosto de 1938, sob o processo de nº 0179-T-38. E está englobado em um conjunto de bens referente ao traçado urbano a partir do qual a cidade originalmente se desenvolveu, em processo provisório de tombamento pelo Instituto Estadual do Patrimônio Cultural (INEPAC), na data de 30 de outubro de 2006, sob o processo de nº E-18/000.572/2006.

## História
A Igreja dos Jesuítas de São Pedro da Aldeia é uma das primeiras igrejas jesuítas do Brasil. O início de sua construção foi no ano de 1620, pelos índios trazidos de Anchieta (antiga aldeia de Reritiba), no estado de Espírito Santo, pelos jesuítas.
No ano de 1759, os jesuítas de São Pedro da Aldeia foram presos. E com a expulsão dos Jesuítas do Brasil, ordenada pela Coroa Portuguesa, a igreja passou a ser administrada pelos padres Capuchos da Província da Conceição. Em 2 de dezembro de 1795, a igreja elevou sua categoria para Paróquia. O primeiro padre a administrar a igreja como Paróquia foi o clérigo Manuel da Almeida Barreto.

## Arquitetura
Edificação de planta retangular, foi construída com paredes externa de 70 cm de espessura com alvenaria de pedras, cal e óleo de baleia. Na fachada, foi construída uma torre sineira, uma porta em verga reta e uma janela retangular acima da porta. O telhado da edificação foi construído em duas águas com acabamento em pequenas volutas.
Na parte interna da edificação, na nave foram construídos pilares quadrados em alvenaria que apoiam os frechais do telhado, assim como duas sacristias, uma de cada lado da capela-mor.